# Obraz Matki Bożej Binarowskiej
Obraz Matki Bożej Wspomożenia Wiernych (Piaskowej) - Binarowskiej – obraz Matki Bożej z Dzieciątkiem w typie Hodegetrii, znajdujący się w kościele św. Michała Archanioła w Binarowej koło Gorlic w Małopolsce.
Obraz znajduje się lewym bocznym ołtarzu zabytkowego kościoła binarowskiego.

## Historia i opis
W lewym bocznym ołtarzu znajduje się otoczony kultem obraz Matki Bożej z Dzieciątkiem (Piaskowej) zwanej Binarowską – Beatissima in Arenis tj. NMP Panna na Piasku. Obraz o wymiarach 54 x 41 cm, o nieustalonym autorstwie, został namalowany farbami olejnymi na płótnie. Nieznany jest zarówno fundator dzieła, jak i czas umieszczenia obrazu w binarowskim kościele. Wedle lokalnej tradycji obraz miał podarować parafii około roku 1665 król Jan Kazimierz za udzielaną przez mieszkańców Binarowej pomoc przy budowie bieckich umocnień obronnych. Bardziej prawdopodobne jest jednak pojawienie się obrazu w miejscowym kościele dzięki zakonowi karmelitów, który szerzyli kult Matki Bożej Piaskowej, a ich klasztor znajdował się w niedaleko położonym Jaśle. W roku 1953 odbyła się generalna konserwacja i renowacja (rekonstrukcja) obrazu.
Obraz przedstawia Maryję z Dzieciątkiem Jezus na ciemnym tle. Matka Boża pochyla się lekko nad Dzieciątkiem, podtrzymując je lewą ręką. Jest ukazana w półpostaci, frontalnie, ma łagodne i pogodne spojrzenie, skierowane na widza. Obie postacie na obrazie są utrzymane w ciemnej tonacji. Jezus, zwrócony w kierunku matki, jest ukazany w pełnej postaci z bosą jedną stopą, w lewej dłoni trzyma księgę (Pismo św.). Obie postacie ubrane są w różowe suknie, Maryja okryta jest niebiesko-zielonym płaszczem. Na skroniach Madonny i Jezusa znajdują się złoto-srebrne korony z „diamentami”.
Pierwsza wzmianka o łaskami słynącym wizerunku pochodzi z XVIII w. Akta wizytacji dekanatu bieckiego z czerwca 1767 roku wzmiankują, że na skronie Madonny i Jezusa nałożone są srebrne korony, co świadczy o tzw. prywatnej koronacji: „Secundum Altare in cornu Evangelii Beatissimae in Arenis super vitrea tabulae depictae, structurae antiquae”. Wokół obrazu znajdowały się również skromne wota, wykonane z tańszych materiałów, co było wynikiem biedy panującej wśród ludności, a spowodowanej wojnami.
Obraz z Binarowej jest repliką cudownego obrazu Matki Bożej Piaskowej z krakowskiego kościoła karmelitów. Podobny do binarowskiego wizerunek Matki Boskiej z Dzieciątkiem otoczony kultem wiernych, znajduje się także w Wiśniowej (woj. małopolskie) i znany jest jako Matka Boża Wiśniowska.

## Kult Madonny
Popularność kultowa maryjnego wizerunku z Binarowej zmniejszyła się w okresie zaborów. Duże zasługi w ożywieniu kultu Matki Bożej Binarowskiej, która czczona jest jako Wspomożycielka wiernych, przypisuje się długoletniemu proboszczowi binarowskiemu, którym w latach 1959–1992 był ks. Władysław Oleksiak. Na polecenie biskupa Karola Pękali – biskupa pomocniczego diecezji tarnowskiej – od roku 1968 w parafii prowadzona jest księga łask; przy obrazie znajdują się wota, jak również odprawiana jest regularnie nowenna do Matki Bożej Binarowskiej wraz z odczytywaniem intencji. Każdego roku w niedzielę po 24 maja odbywa się odpust parafialny ku czci Matki Bożej Wspomożenia Wiernych. Każde nabożeństwo do Maryi z Binarowej rozpoczyna parafraza znanej pieśni: „Gwiazdo śliczna wspaniała, Binarowska Maryjo”.
Kościół w Binarowej, będący lokalnym sanktuarium maryjnym Matki Bożej Binarowskiej, znajduje się na liście światowego dziedzictwa UNESCO.